# Nyja
Nyja, Nija, Nya – polskie lub szerzej – lechickie bóstwo sfery chtonicznej niepewnej płci, którego jednak dokładne funkcje nie są znane. O kulcie Nyi mogą świadczyć zebrane przez Brücknera zwroty: „pójść do Nyje”, „bydlić w Nyi”. W ostatnich latach w środowisku naukowym wzrasta przeświadczenie o autentyczności Nyi.

## Etymologia
Według Stanisława Urbańczyka imię Nyja wywodzi się z rdzenia ny-, które występuje w słowie nyć oznaczającym „niknąć, umierać”. W oboczności naw występuje w języku ruskim i bułgarskim w formie naw, nawie, nawka i oznacza dusze zmarłych nagle ludzi lub demonów dusz. Z twierdzeniem tym zgadza się Andrzej Szyjewski, który dodaje, że Nyja jest echem prasłowiańskiego słowa *nawь oznaczającego „trup”, „zmarły”. W zaklęciach bułgarskich istnieje „dwanaście nawi” jako złych demonów szerzących zarazę, a południowosłowiańskie navije lub navje widuje się jako złe ptaki nękające kobiety w ciąży. U Słowian wschodnich „nawia kość” była używana w obrzędach związanych ze śmiercią.
Oleg Trubaczow zaważył też związek prasłowiańskiego słowa *navь z praindoeuropejskim słowem *nāu oznaczającym „płynąć” i wskazał na łacińskie słowo navis oznaczające „łódź”. To wiązałoby Nyję z funkcją psychopompa i w takim przypadku byłby odpowiednikiem greckiego Charona.
Aleksander Brückner wodził imię od słowa niti oznaczającego „gnić”, „butwieć”.

## Źródła
Pierwszym źródłem wspominającym o bóstwie o imieniu Nyja jest teolog Łukasz z Wielkiego Koźmina. Jako najbardziej prawdopodobny autor kazania gnieźnieńskiego stworzonego w latach 1410–1412 dla biskupa Wojciecha Jastrzębca pisze:

Należałoby zwrócić uwagę na tych, którzy dzisiaj mówią rzeczy bezbożne w tańcach lub gdzie indziej na widowiskach, rozważają w sercu rzeczy nieczyste, wykrzykują i wymieniają imiona bożków, i zastanowić się, czy jest możliwe <ich> nawrócenie do Boga Ojca. Na pewno nie. Albowiem nie wolno dopuszczać do uszu swobodnie tych świąt, które niestety obchodzą wedle tego, co pozostało z obrządków przeklętych pogan, jakimi byli nasi przodkowie, chyba że dla ukarania, tak jak niegdyś podniósł się krzyk mieszkańców Sodomy i Gomory. Albowiem na tym święcie swobodnie stawały się nieprzyzwoite obnażenia i inne obrzydliwości, o których Apostoł powiada, że nie godzi się ich nawet nazywać z powodu Boga Ojca. Takich rzeczy jednak, dzięki temu, że przybyło kaznodziejów, zaprzestaje się, a w wielu miejscach już się zaprzestało […] Nie ma innego imienia pod niebem, w którym możemy zostać zbawieni. Albowiem nie zbawia się człowiek w imię Łado, Jassa, !Quia, Nija, tylko w imię Jezusa Chrystusa […] Nie Łada, nie Jassa, nie Nija, które są skądinąd imionami bożków tu w Polsce czczonych, jak zaświadczają niektóre kroniki samych Polaków…

Statua provincialia breviter z roku 1420-1422, które wymienia imię boga jako Tya/Tyja:

Zabraniajcie również klaskań i śpiewów, w których wzywa się imiona bożków Lado, Yleli, Yassa, Tya, a które się zwykło odprawiać podczas Zielonych Świąt.

Sermones per circulum anni Cunradi z 1423 roku także wymienia zniekształcone imię bóstwa w formie Yaya/Jaja:

Niestety nasi starcy, starki i dziewczęta nie przykładają się do modłów, aby godni byli przyjąć Ducha Świętego, ale niestety w te trzy dni, co by należało spędzić na rozmyślaniu, schodzą się starki, kobiety i dziewczęta nie do kościoła, nie na modły, ale na tańce, nie Boga wzywać, ale diabła, mianowicie Ysaya, Lado, Ylely, Yaya [...] Tacy... jeśli nie będą się pokutować, przejdą z Yassa, Lado na wieczne potępienie.

Jan Długosz opisuje kult Nyi, przedstawia go jako polski odpowiednika Plutona oraz jego świątynię w Gnieźnie:

Plutona nazywali Niją, uważając go za boga podziemi i stróża oraz opiekuna dusz, gdy ciała opuszczą. Do niego modlili się o to, aby wprowadzenie byli po śmierci do lepszych siedzib w podziemiach. Duszom tym [albo: temu bogu] wybudowano w mieście Gnieźnie najważniejszą swiątynię, do której pielgrzymowano ze wszystkich stron.

Za Długoszem kult Nyi opisuje także Maciej Stryjkowski:

Plutona też boga piekielnego, którego zwali Nia, chwalili wieczor, prosili też od  niego po śmerci lepszego i wczesniejszego miejsca w piekle i dżdzów albo uskromnienia niepogody, którego kościół był w Gnieźnie naświętszy, jako Dlugosus świadczy.

Za Długoszem kult opisuje też Maciej Miechowita.
O Nyi jako bożku Polaków pisze też niezależnie od źródeł Jana Długosza Jakub Parkoszowic w swoim traktacie o ortografii polskiej:

ilekroć się trafiło „n”... miękkie, zawsze pisano je przy pomocy podwójnego „y” przed odpowiednią samogłoską... Taka pisownia była niewystarczająca  do zróżnicowania, bo między Nija, co było nazwą bożka, a „nia”, sylabą znajdującą się w wyrazie „gniazdo”, nie było w pisowni różnicy.

### Informacja rosyjska
Rosyjski pisarz Michaił Chieraskow w swoim epickim poemacie Włodzimierz Ożywiony napisanym w 1785 roku wymienia Nyję jako jedno z bóstw próbujących odciągnąć uwagę Włodzimierza Wielkiego:

... Widzę ognistego Nyję:

W nim piekło sądzić chciała cała Rosja

On płomienny dzierżył w rękach grzeszną plagę

Miał on swój tron w ziemi

I otoczony wrzącym morzem zła

Nocne straszne upiory nasyłał

Chiersakow w tym wierszu wymienia następujących bogów: Perun, Czarnobóg, Nyja, Chors, Simargł, Kupała, Znicz, Usład, Łada, Polel, Poświst, Wolos, Dadźbog. Ta lista jest znacznie szersza niż ta podana w Powieści minionych lat, która wymienia następujących pogańskich bogów: Perun, Chors, Dadźbog, Strzybóg, Simargł, Mokosz, Weles. Chieraskow prawdopodobnie skopiował imiona bogów takich jak Nyja, Łada i Polel z polskich źródeł.

## Opis

### Świątynia w Gnieźnie
Długosz pisząc o Nyi wymienia również świątynię, jaka na jego cześć miała zostać wybudowana w Gnieźnie. Badania archeologiczne przeprowadzone na Wzgórzu Lecha wykazały obecność kamiennej konstrukcji w formie kopca, na którym znaleziono fragmenty kości zwierzęcych oraz wczesnośredniowiecznej ceramiki, stanowiących prawdopodobnie ślady składanych tam ofiar. Ponadto na szczycie wzgórza znajdowało się okresowo podmokłe wgłębienie, które w teologicznej wizji świata mogło podkreślać sakralny (akwatyczno-chtoniczny) charakter miejsca. Przez archeologa Pawła Szczepanika jest ona interpretowana jako pozostałość po założeniu kultowym odpowiadającym wspominanej w kronice Długosza świątyni.

### Interpretacje
Grzegorz Niedzielski uważa, że Tyja (oraz/lub Dyja) to nie zniekształcenie imienia Nyi, lecz imię alternatywne. Imiona Dyja i Tyja wywodzi od dąć, tchnąć, z których wywodzą się dech, tchnienie, a z tego wywodzą się takie słowa jak duch, dusza i natchnienie. Greckie słowo na „boga” – θεός (theós) ma wywodzić się z tego samego indoeuropejskiego rdzenia *dheu-. Zauważa także związek postaci z podobnymi imiona w mitologii greckiej z podziemiami: nimfa Tyja jest matką Delfosa, który zastąpił Pytona jako wieszcza miasta Delfy, a Pyton wywodzi się z tego samego rdzenia co hinduski wąż podziemi Ahi Budhnja oraz badnjak. Semele zmieniła imię na Tyone po tym jak jej syn Dionizos uratował ją z Hadesu oraz związana jest z dionizyjską furią — inspiracją. Dionizosowi poświęcone było też święto Antesteria, podczas którego umarli mieli zmartwychwstawać. Podobne związki można odnaleźć w słowiańszczyźnie: wiły, bułgarskie słowo wilněja („szaleję”), czeskie wilny („lubieżny”), ogólnosłowiańskie wełna („fala”) oraz ogólno słowiański bóg zaświatów Weles (prawdopodobnie z rdzenia *wel – „śmierć”). Łacińskie słowo thya, thyon oznacza „pachnące drzewo” a to przypomina drewnianą kłodę, badnjaka. Zauważa także podobieństwo imienia Nyja z badnjakiem, badnikiem oraz bannikiem sugerując wspólną dla tych słów zbitkę głosową „b-(d)-n-j” (która istnieje także w nazwie Ahi Budhnja), podobną do słowa bezdenna przepaść, które związane jest z siedzibą boga podziemi. W takim przypadku imię Nyja oznaczałoby „Znikający [w otchłani]” i byłoby odpowiednikiem greckiego Hadesa, którego imię oznacza „Niewidzialny”.
Po chrystianizacji święci często przyjmowali cechy miejscowych pogańskich bogów, aby z czasem ich zastąpić i tym samym ułatwić poganom przejście na chrześcijaństwo. Uważa się, że święty Wojciech jest polskim następcą słowiańskiego boga śmierci — wiele jego cech wskazuje na związki z podziemiami. Wyruszył łodzią na misję chrystianizacyjną na Prusy, a jak wspomniano wcześniej — łódź w religiach indoeuropejskich związana jest z zaświatami, do których trzeba dostać się na łodzi. Był ochraniany przez trzydziestu wojowników podarowanych mu przez Bolesława Chrobrego — liczba 30 związana jest z cyklem lunarnym i podobny motyw istnieje w Słowie o wyprawie Igora, gdzie wołchw Wsiesławiewicz miał dwudziestu dziewięciu wojowników a on sam był trzydziestym, a na pruskie wybrzeże przybył pod osłoną nocy. Został zabity przez siedmiu strażników pruskiego grodu, co ma symbolizować boga gromu, który czasami przedstawiany jest pod siedmioma postaciami (Tezeusz – jeden z siedmiu braci został wysłany na Kretę, Marutowie – siedmiu kompanów indyjskiego Indry, czy Rugiewit o siedmiu twarzach, przez niektórych uważany za hipostazę Peruna). Po śmierci odcięto mu głowę oraz pocięto jego ciała na kawałki, co wiązane jest z legendą południowosłowiańską Św. Jerzego (schrystianizowanego Peruna), który walczy ze smokiem, któremu następnie obcina głowę. Święto św. Wojciecha obchodzono 23 kwietnia, tego samego dnia na Rusi obchodzono dzień św. Jerzego. W polskich gwarach bocian jest często nazywany „księdzem wojciechem” lub „wojtkiem” – w mitologii słowiańskiej bocian był odpowiedzialny za przynoszenie dzieci lub dusz z Wyraju w celu reinkarnacji. Niedzielski uważa, że podobieństw między św. Wojciechem a bogiem podziemi jest zbyt wiele żeby były przypadkowe.
Według Aleksandra Gieysztora Nyja jako odpowiednik Plutona zasługuje na zaufanie.
Według Krzysztofa Witczaka Nyja to słowiański odpowiednik greckiej bogini Enyo. Obie miały być pozostałością bogini praindoeuropejskiej, „sprawcy, wykonawcy nycia, tj. schnięcia, zanikania” oraz rekonstruuje imię tej bogini jako *Nūyā.
Z kolei według Pawła Szczepanika Nyja jest bóstwem żeńskim, opiekującym się zmarłymi, ludzkim losem oraz wspólnotą żywych.